# Protopiophila
Protopiophila är ett släkte av tvåvingar. Protopiophila ingår i familjen ostflugor.
Släktet innehåller bara arten Protopiophila latipes.